# 川澄哲夫
川澄 哲夫（かわすみ てつお、1930年 - 2022年）は、日本の言語学者、英学史学者。慶應義塾大学文学部名誉教授。

## 経歴
愛知県生まれ。1957年慶應義塾大学文学部卒、1960年同経済学部卒業。北里大学助教授、慶応義塾大学文学部助教授、教授、ブラウン大学交換教授。1996年定年退任。
2002年「日米交渉史から見た英学史研究」で慶大文学博士。ケンダル捕鯨博物館学術顧問。1990年豊田実賞（日本英学史学会賞）を受賞。中浜万次郎の研究で高知出版学術賞を受賞。

## 著書
- 『黒船異聞 日本を開国したのは捕鯨船だ』有隣堂 2004

### 編著
- 『資料日本英学史 2 (英語教育論争史)』編 大修館書店 1978
- 『資料日本英学史 1 上 (英学ことはじめ)』編 大修館書店 1988
- 『中浜万次郎集成』編著 小学館 1990
- 『資料日本英学史 1 下 (文明開化と英学)』編 鈴木孝夫監修 大修館書店 1998
- 『ジョン万次郎とその時代』小沢一郎監修 編著 廣済堂出版 2001 ISBN 4766419499

## 参考
- [ISBN　978-4-09-358042-7]
- 『現代日本人名録』2002年